# 給小桃的信
《給小桃的信》（日语：ももへの手紙）是沖浦啓之執導、Production I.G製作的日本動畫電影。2012年4月7日開始在廣島縣及愛媛縣的電影院先行公開，4月21日起於日本全國上映。故事敘述小學生宮浦桃因為父親意外逝世，與母親搬往瀨戶內海的「汐島」生活，偶然翻開古書釋放出三個妖怪後所發生的事件。

## 劇情概要
小桃的父親是海洋學家，她因細故與父親鬧得不愉快，說出了父親不要再回來的重話，結果一語成讖，父親因海難而身亡，留給小桃一封只寫了「給小桃」三個字而還沒寫完的信。母親之後賣掉東京的房子，帶著小桃搬回曾為養病居住過，位於瀨戶內海的老家「汐島」。
搬回「汐島」後，小桃原本因不適應新環境而不快樂，但遇到三個從古書跑出來的妖怪，生活開始有了不同。

## 取景
此電影內的「汐島」為虛構的地名，廣島縣吳市的大崎下島是「汐島」的原型，該島的御手洗地區為取材的主要地點。由於取材地的關聯性暨感謝取材期間的協助，本片先在廣島縣及愛媛縣的電影院上映。

## 登場人物
宮浦桃
声 - 美山加恋(日本)：林美秀(台灣)
本作的主角。小学6年級生的女子。
宮浦郁子
声 - 優香(日本)：王瑞芹(台灣)
桃子的母親。有氣喘病。
宮浦カズオ
声 - 荒川大三郎(日本)：吳文民(台灣)
桃子的父親，是個喜歡海的海洋学者。在故事開頭時因為遭遇海難離世。留下要留給小桃但未完成的信件。
大爺爺
声 - 坂口芳貞(日本)：梁興昌(台灣)
大婆婆
声 - 谷育子(日本)：馮美麗(台灣)
阿岩
声 - 西田敏行(日本)：吳文民(台灣)
三個妖怪中體型最大者，自稱從前做了太多大逆不道的事，受到處罰失去原本的形態和妖力。為守護組一員。
皮皮
声 - 山寺宏一(日本)：黃天佑(台灣)
三個妖怪中體型中等，類似魚，最為貪吃。
豆豆
声 - 長(日本)：梁興昌(台灣)
三個妖怪中體型最小者。
幸市
声 - 小川剛生
陽太
声 - 藤井皓太
海美
声 - 橋本佳月

## 製作人員
- 原案・導演・編劇・分鏡 - 沖浦啓之
- 人物設定 - 沖浦啓之、安藤雅司
- 演出 - 楠美直子
- 作画監督 - 安藤雅司
- 副作畫監督 - 井上俊之
- 車輛船舶設定 - 河口俊夫
- 美術設定 - 渡部隆、大野広司
- 美術監督 - 大野廣司
- 色彩設計 - 水田信子
- 音樂 - 窪田ミナ
- 音響監督 - 若林和弘
- 作画監督補佐 - 、井上鋭、本田雄、本間晃
- 音樂 - 窪田ミナ
- 動畫制作 - Production I.G
- 配給 - 角川電影

## 主題曲
原由子「ウルワシマホロバ 〜美しき場所〜」

## 評價
2022年4月,《Paste (magazine)》評選前100名不限年份的最佳動畫電影，《給小桃的信》排名第71名。爛番茄根據31條專業評論（25條好評，6條差評），獲得新鮮度81%，平均得分6.7/10，共識評價寫道：「迷人、感傷、帶有視覺上的震撼，《給小桃的信》讓動畫愛好者細細品味手繪動畫帶來的體驗」。Metacritic則依據11條評論，獲得65分（滿分100分）的加權平均分數，這代表「普遍好評」

## 獲獎
- 意大利第14回未來電影節 最高賞プラテナグランプリ受賞[6]
- 紐約国際兒童電影節 長編大賞受賞[7]
- 日本新媒體動漫藝術節長篇劇場版優秀賞
- 第36回多倫多國際影展 正式出品
- 第27回華沙国際影展 正式出品
- 第44回錫切斯影展 正式出品
- 第16回釜山国際影展 正式出品
- 第31回夏威夷国際影展 正式出品
- 第36回日本奧斯卡的日本電影金像獎最佳動畫片獎[8]

## 取材地圖片

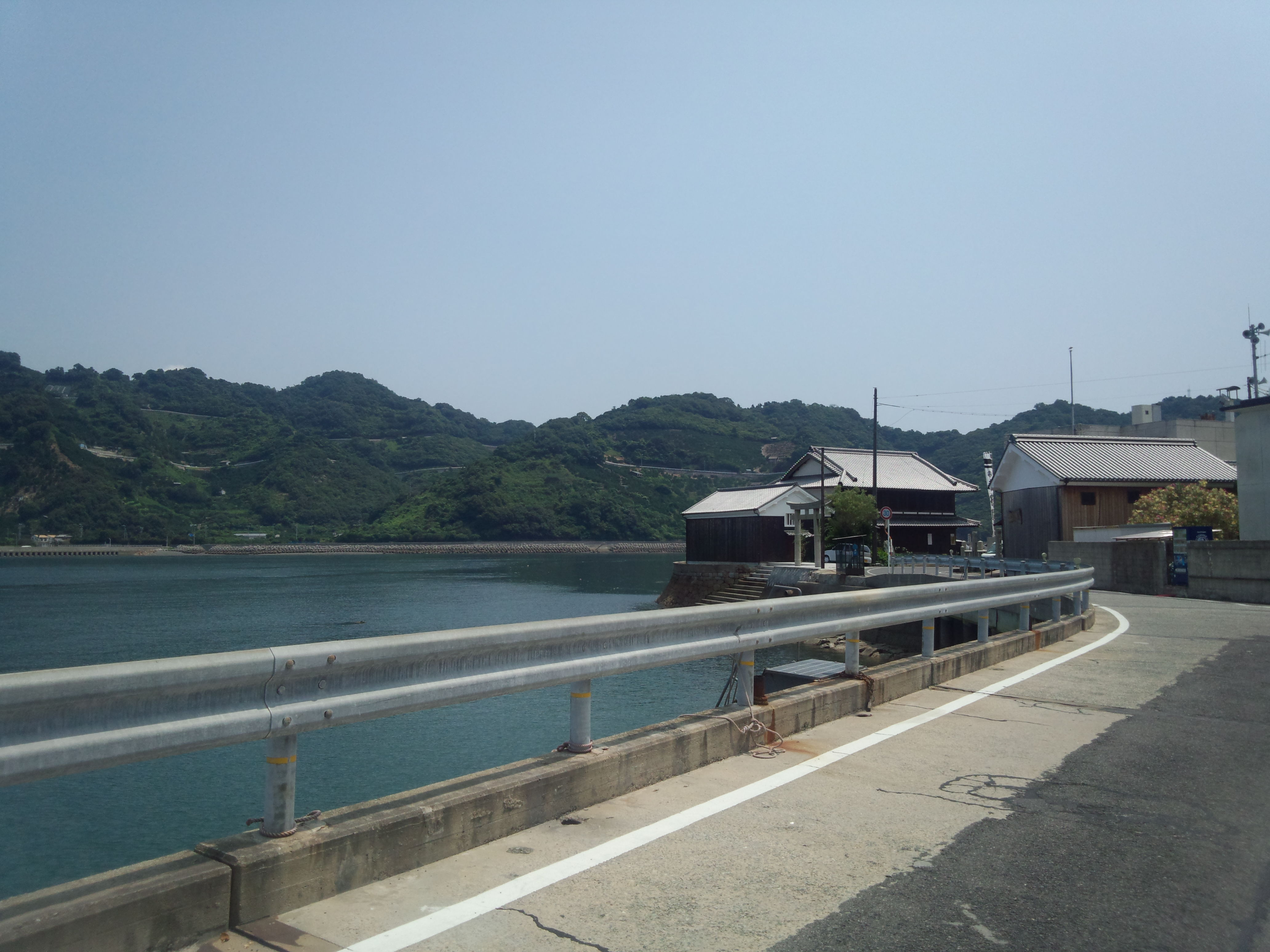
片中所出現的海岸
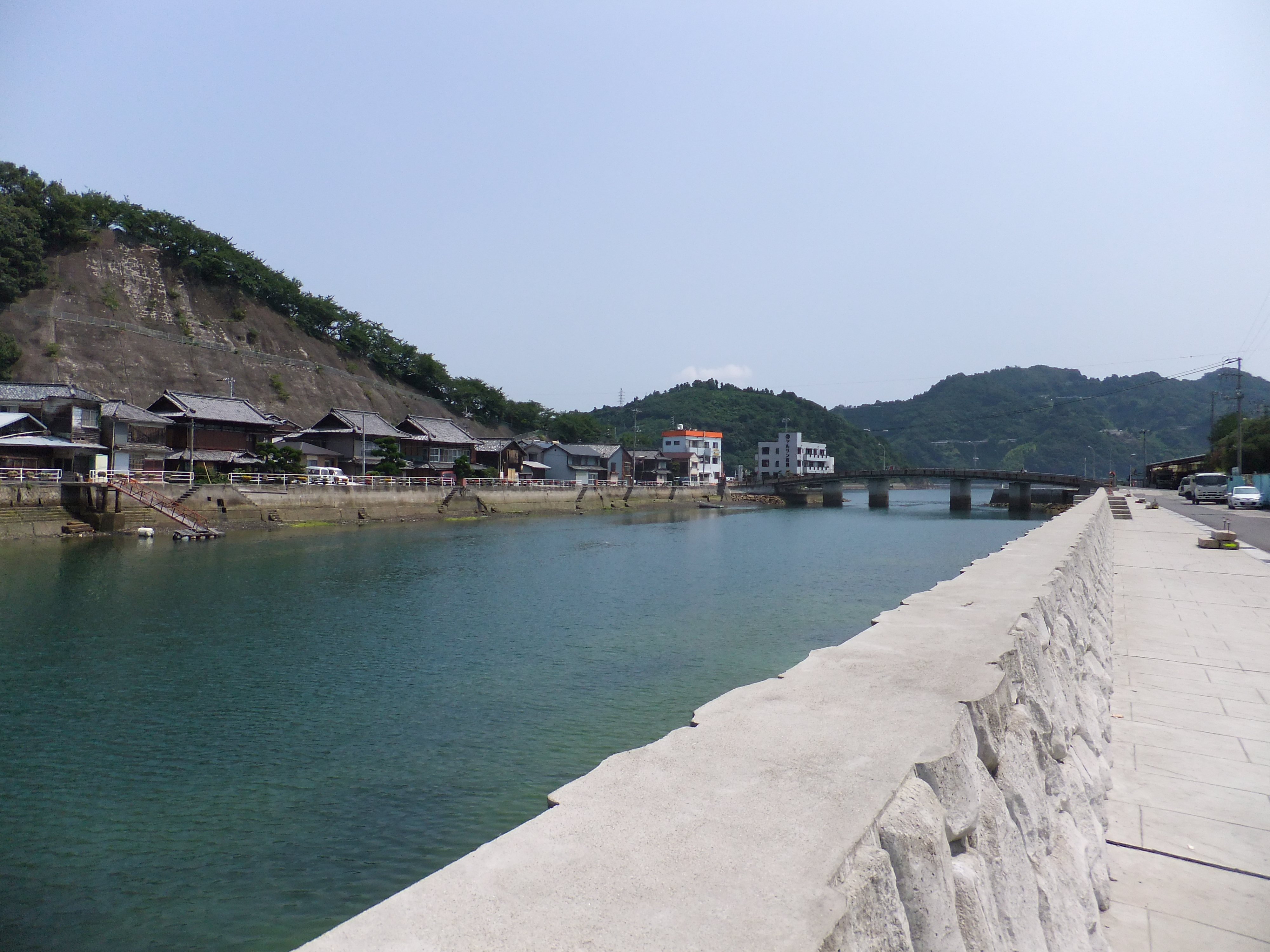
片中所出現的海灣
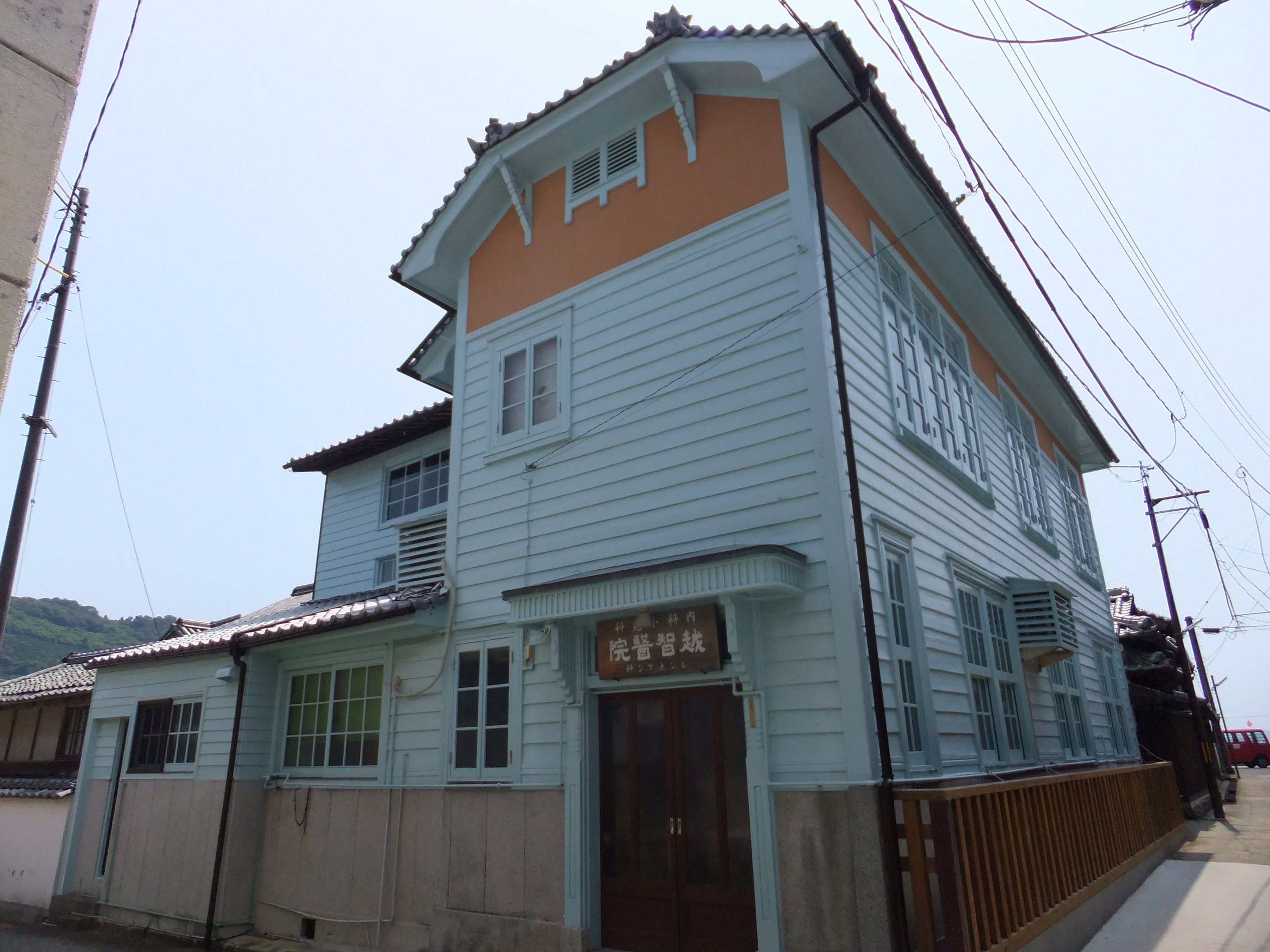
片中所出現的醫院

## 備註
1. ↑  . 角川映画.   [2012-04-12]. （原始内容存档于2021-01-24）.
2. ↑  . Production I.G.   [2012-04-12]. （原始内容存档于2021-01-18）.
3. ↑  Egan，DeMarco, Toussaint，Jason. . The Washington Post. 2022-04-27  [2022-04-27]. （原始内容存档于2021-01-02）.
4. ↑  . Rotten Tomatoes. Flixster.   [2022-05-18]. （原始内容存档于2022-05-18）.
5. ↑  . Metacritic. CBS Interactive.   [2022-05-14]. （原始内容存档于2022-05-24）.
6. ↑  イタリア第14回フューチャーフィルム映画祭 最高賞プラチナグランプリ受賞！ （页面存档备份，存于）公式サイト 2012年4月12日
7. ↑  第16回ニューヨーク国際児童映画祭で長編大賞受賞！ （页面存档备份，存于）公式サイト 2012年3月27日
8. ↑  . 日本電影金像獎.   [2013年7月20日]. （原始内容存档于2013年6月12日） （日语）.

## 外部連結
- 官方网站
- 官方Twitter （页面存档备份，存于）
- 官方Facebook （页面存档备份，存于）